# Corona (Nouveau-Mexique)
Pour les articles homonymes, voir Corona.
Corona est un village de l'État américain du Nouveau-Mexique, situé dans le comté de Lincoln. Selon le recensement de 2010, sa population est de 172 habitants.